# Albert Weller
Albert Weller (* 5. April 1922 in Welzheim; † 27. September 1996 in Bovenden) war ein deutscher Chemiker (Physikalische Chemie, Photochemie). Er befasste sich mit Elektrochemie und Spektroskopie.
Weller studierte ab 1940 Chemie an der Universität Leipzig und ab 1944 an der Universität Tübingen, an der er 1950 bei Gustav Kortüm promoviert wurde. Danach arbeitete er am Max-Planck-Institut für physikalische Chemie in Göttingen mit Theodor Förster zusammen (1950/51). 1951 war er Post-Doktorand bei Robert Livingston an der University of Minnesota und 1952 wieder Mitarbeiter von Theodor Förster, der an die TH Stuttgart gegangen war. Dort habilitierte er sich 1958 (Protolytische Reaktionen angeregter Moleküle). 1962 wurde er Professor für Physikalische Chemie an der Freien Universität Amsterdam und 1965 Direktor am Max-Planck-Institut für Spektroskopie in Göttingen sowie Honorarprofessor an der Universität Göttingen. 1971 bis 1990 war er Direktor am Max-Planck-Institut für biophysikalische Chemie in Göttingen.
1968/1969 war er Gastprofessor an der Brandeis University, 1975 an der Lomonossow-Universität Moskau, 1979 an der Katholischen Universität Leuven und 1981 an der University of Western Ontario.
Er unternahm grundlegende Untersuchungen über elektronisch angeregte Moleküle in flüssiger Phase (Kinetik, Spektroskopie, Thermodynamik). Die Wechselwirkung elektronisch angeregter Zustände mit dem Lösungsmittel beobachtete er über die spektrale Verschiebung und Löschung von Fluoreszenzen. Er untersuchte intra- und intermolekulare Protonenübertragung bei Säure-Base-Reaktionen angeregter Zustände, Elektronentransfer bei angeregten Donor- und Akzeptormolekülen und Komplexbildung angeregter Moleküle (Excime, Exciplexe).
1974 wurde er Mitglied der Akademie der Wissenschaften in Göttingen und 1985 der Leopoldina. Er war Ehrendoktor der Katholischen Universität Leuven (1983) und der Universität Bayreuth (1987). 1962 erhielt er den Bodenstein-Preis der Bunsen-Gesellschaft für Physikalische Chemie. 1987 hielt er die Theodor-Förster-Gedächtnisvorlesung.
Der Albert-Weller-Preis für Nachwuchswissenschaftler wird seit 1999 von der Fachgruppe Photochemie der Gesellschaft Deutscher Chemiker und der Bunsen-Gesellschaft für eine herausragende Dissertation auf dem Gebiet der Photochemie oder Spektroskopie ihm zu Ehren verliehen und ist mit 1000 Euro dotiert.
Albert Weller war seit 1951 verheiratet mit Brigitte von der Chevallerie und hatte mit ihr zwei Töchter und einen Sohn.